# Las Cañadas (Huelva)
Las Cañadas fue una localidad española, hoy día despoblada, del municipio de Galaroza, perteneciente a la provincia de Huelva, en la comunidad autónoma de Andalucía.

## Historia
Hacia mediados del siglo XIX, el lugar, ya por entonces perteneciente a Galaroza, tenía contabilizada una población de 36 habitantes. La localidad aparece descrita en el quinto volumen del Diccionario geográfico-estadístico-histórico de España y sus posesiones de Ultramar de Pascual Madoz de la siguiente manera:

CAÑADAS (las): ald. con alc. p., agregada al ayunt. de Galaroza (V.), en la prov. de Huelva, part. jud. de Aracena (3 leg.), aud. terr., c. g. y dióc. de Sevilla (17): sit. en la parte S. y O. de una colina, con clima templado y buena ventilacion. Tiene 10 casas y una ermita: sus confines son por todos puntos con el término de su matriz, de donde solo dista 1/4 leg.; y el terreno que comprende, es de tercera calidad. prod.: bellota, uvas y otros frutos, y entre la cria de gadados es el mas preferido el cerdoso. pobl.: 10 vec., 36 almas.
(Madoz, 1846, p. 483)

Quedó despoblada en el siglo XX.